# Asociación Industrial Portuguesa
La Asociación Industrial Portuguesa (Associação Industrial Portuguesa, AIP) • MHIH MHMAI es una Asociación Empresarial de Portugal, en la actualidad, con el estado de la cámara de comercio. Trata de representar los intereses de sus miembros, junto con los organismos gubernamentales portugueses y extranjeros y el público. No es una agencia gubernamental.

## Historia

### sigloXIX
Fue fundada el 28 de enero de 1837, según los estatutos aprobados de esa fecha por el Secretario de Asuntos de Estado del Reino como una asociación nacional con el objetivo de contribuir al progreso de las empresas y las asociaciones afiliadas a la misma, en los campos económico, organizativo, comerciales, técnicos, tecnológicos, asociativa, cultural y social. Firmado a los estatutos de 756 miembros, comerciantes y hombres de negocios, los que se sumaron muchos hombres de ciencia.

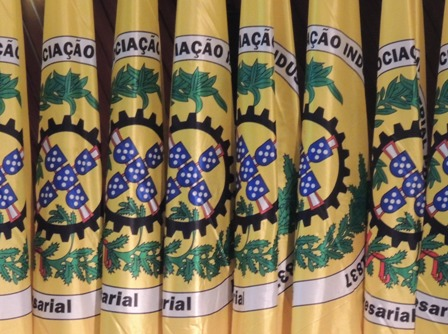
Bandera de la AIP.

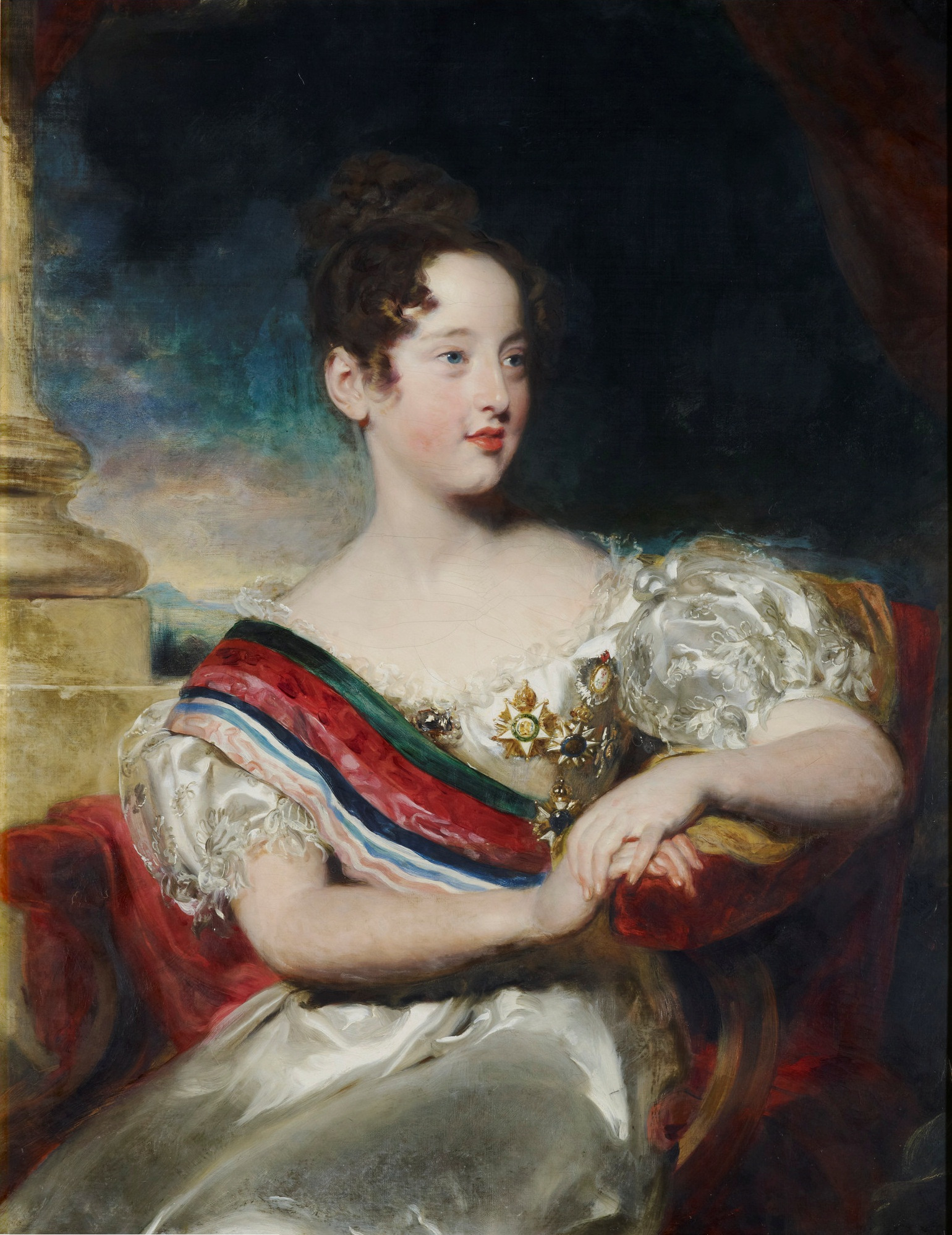
D. Maria II. Fue durante su reinado que los estatutos de la AIP fueron aprobados.

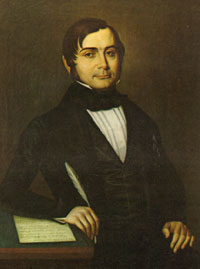
Passos Manuel. Bajo su égida se fundó la AIP.

#### Estatutos
Los estatutos de la AIP tenían grandes dudas en cuanto al desarrollo y la internacionalización de la industria portuguesa. En efecto, se estipula que los fondos que la Asociación adquirió sirven "para avanzar a los accionistas que se encontraban fabricantes o artistas y medios necesarios para mejorar o actualizar sus establecimientos" y "que provienen de países máquinas extranjeras que sirven de modelo para la construcción de otros, o maestros que introducen alguna industria en nuestro país es desconocido o mejorar significativamente existente "y compra" secretos industriales "importantes. La compra de acciones, cuando sea posible, también se incluyó en las actividades a desarrollar. En el artículo 15 del Estatuto, no hay conocimiento de que "habrá una exposición anual en Lisboa de productos de nuestra industria, promover ferias serán patriótica en cualquier parte del reino, y la prensa es publicar los hechos más notables la cultura y la mejora de las artes ".

#### Recuperación de la Asociación
El estabilizador de movimiento Regeneración - después de un largo ciclo de guerras civiles que culminó en la dictadura cabralista y la insurrección de Maria da Fonte - permite reanudar las actividades económicas con alguna certeza el curso accidentado hasta ahora de desarrollo. La Asociación reanudó sus actividades - sin embargo, interrumpido por la agitación política de la época - cuando un grupo de empresarios, encabezados por José Ennes pidió al Gobierno aprobar los estatutos de Asociación de Defensa de la Industria Manufacturera (APIF). El consejero de Obras Públicas, António de Serpa Pimentel, fue el intérprete de esa afirmación con el gobierno. Por lo tanto, el 20 de marzo de 1860, un decreto firmado por el D. Pedro V fue la Asociación de renacer, dándole continuidad, con la designación temporal de "Asociación de Defensa de la Industria Manufacturera". En efecto, el intervalo de tiempo entre 1837 y 1860 fue muy perturbado como consecuencia de las profundas divisiones políticas de la sociedad portuguesa. La inestabilidad reinante no permitía el buen funcionamiento de las instituciones de carácter associattivo, sugiere a las ideas liberales, ferozmente combatidfas por partidarios de una más conservadora. En 1860, había una necesidad de reafirmar la existencia legal de la Asociación. En 1863, D. Luis se declaró protector de APIF en reconocimiento de la acción desarrollada por la Asociación.
En junio de 1888, la AIP alojado en la Avenida da Liberdade, monumental Exposición Nacional de Industrias Fabris de Lisboa, con más de 1.200 expositores. El tema fue "La regeneración de Portugal por sector Renegeração". El evento fue patrocinado por el propio Rey.
Con la llegada al poder de Hintze Ribeiro, la Asociación se disolvió en 31 de enero de 1894, como todas las asociaciones comerciales que existían entonces en el reino. El 7 de febrero de 1987, el gobierno de caídas Hintze Ribeiro, lo siguiente José Luciano de Castro. Uno de los primeros actos del nuevo gobierno fue restaurar las asociaciones económicas. El 12 de marzo de 1897 se reunió la asamblea general de la Asociación Industrial Portuguesa, entonces definitivamente consagrado con ese título.

### sigloXX
Con la fundación de la República, las ganancias de la 'AIP' un nuevo impulso, la construcción de una nueva sede y una mayor participación en la vida económica y social del país. Luego en 1911, colaboró en la redacción de la Ley sobre el descanso semanal, con base en los resultados de una encuesta directa de las empresas. El AIP tenía entonces sólo 456 miembros, divididos en 14 sectores de la industria.
Por la voluntad de sus asociados en 1925, AIP se opuso a la disolución de la Asociación Comercial de Lisboa, la medida de haber sido abandonado. En 1930, la Feria "Las muestras de los productos portugueses" en Brasil, que fue seguido en 1932/33 la Gran Exposición Industrial Portuguesa, la corriente Parque Eduardo VII. La bandera de la representación portuguesa en Río de Janeiro, fue entonces desmontado y reutilizado en Portugal, hasta hoy Pabellón Carlos Lopes.

#### Estado Nuevo
Con la universidad de las actividades industriales en los órganos sociales en la estrategia económica del Estado Nuevo en 1939 AIP luchó la opinión de que no sería necesaria su existencia. Esto a pesar de un decreto del año anterior se han asegurado la existencia de la asociación dentro de la organización corporativa del Estado. Esta ley vino a reconocer la existencia de las asociaciones de empleadores, regulados por un decreto de la monarquía, de 9 de mayo de 1891. Dado el carácter especial de los empleadores, no podían integrarse en la organización de la empresa o adoptar cualquiera de las formas de los órganos sociales. No haber sido absorbido por la organización corporativa, AIP podría conseguir un estado de relativa independencia durante el régimen de Estado Nuevo.
En 1941, adquirió la nueva sede, esta vez en Avenida da Liberdade, una gran mansión, donde permaneció hasta 1958, cuando fue demolido.
Al afirmar el principio de la industria portuguesa en los difíciles años de la posguerra, fue organizado en 1949 por el AIP I Feria de Industrias portugués. La feria utiliza algunas de las estructuras dejadas por la Exposición del Mundo Portugués de Belém.
En 1951, es presentado a Salazar en la Feria de las Industrias Portuguesas el modelo del futuro recinto de ferias de Junqueira, futura FIL, hoy Centro de Congressos de Lisboa (CCL).

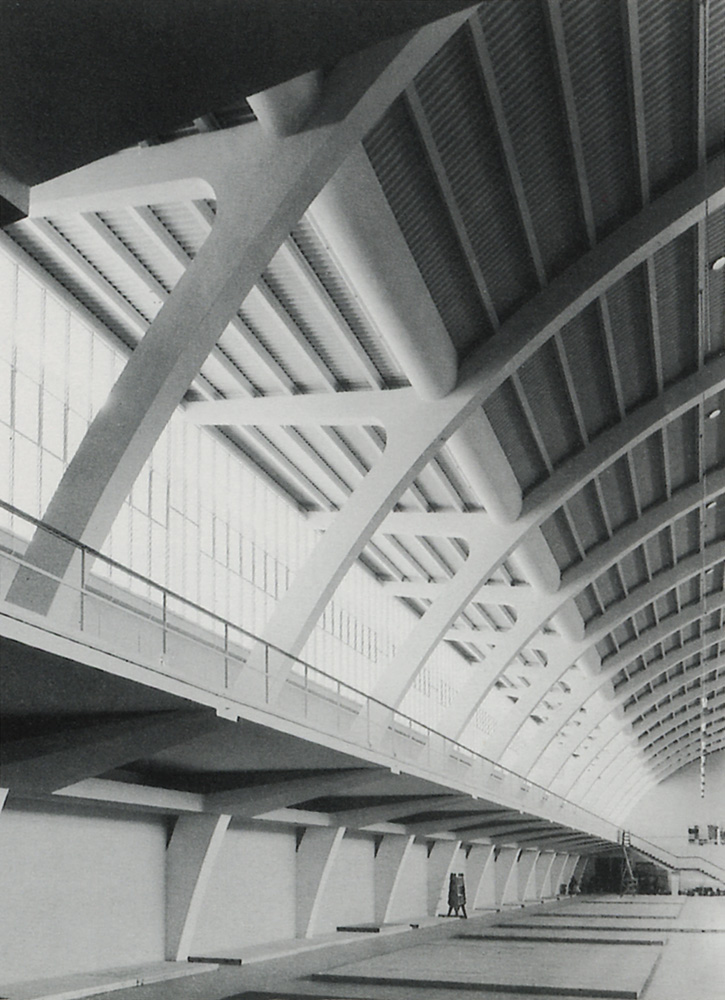
Interior de la FIP, c.1957

#### Democracia
Los 13 de julio de 1981 se hizo un miembro honorario de la Orden del Mérito Civil Agrícola y Industrial - Clase Industrial y 12 de marzo de 1987, se hizo un miembro honorario de la Orden del Infante Don Enrique.
En los años 90, generalizada a la organización sectorial especializado de ferias comerciales, a diferencia de las ferias multisectoriales tradicionales. Luego vino la Nauticampo, Intercasa, la Lartécnica, la Vinifil, la Siror, el Simac, Filmoda, Ceramex, entre otros.

### sigloXXI
En 2010 obtuvo el estatuto de Cámara de Comercio y Industria.